# Hospital Universitario Fundación Jiménez Díaz
El Hospital Universitario Fundación Jiménez Díaz (anteriormente, Clínica de la Concepción) es un centro médico privado con concierto público situado en Madrid perteneciente al Grupo Hospitalario Quirón. 
Fue inaugurado el 1 de julio de 1955 por el médico Carlos Jiménez Díaz como Clínica de la Concepción, de gestión público-privada. Localizado en la avenida de los Reyes Católicos, junto a la plaza de Cristo Rey, en el distrito de Moncloa-Aravaca, en la actualidad el centro mantiene su concierto con el Servicio Madrileño de Salud (SERMAS), del que es hospital de referencia. Es además uno de los cuatro centros adscritos a la Facultad de Medicina de la Universidad Autónoma de Madrid (UAM).

## Historia
En 1955, junto a Carlos Jiménez Díaz, inauguraron la Clínica de la Concepción un plantel de eminentes colaboradores, formados en diferentes países y en su estilo clínico, científico y humano, todos ellos médicos pioneros en sus respectivas especialidades en España: Pedro Rábago, Mariano Jiménez Casado, Horacio Oliva, Pedro Fernández del Vallado, Gregorio Rábago, Luis Hernando, Fernández Lahoz, José Antonio Sánchez Martín, Rafael Ortega, José Sánchez Fayos, Joaquín Serrano, Alfonso Merchante... y que fueron configurando la Clínica de la Concepción, incorporando nuevos métodos: se realizó por primera vez en España una operación a corazón abierto con circulación extracorpórea; se hicieron los primeros trasplantes de riñón; se inauguró un Banco de Sangre; se estableció la terapéutica de los procesos con disturbios electrolíticos, se abrieron nuevos caminos en la Hematología; se profundizó en los diagnósticos anatomopatológicos, se realizaron los primeros cateterismos cardíacos por punción transauricular, se montó la bomba de cobalto, se inició la Reumatología y se utilizaron las mostazas nitrogenadas en el tratamiento reumatoide, se inició la Nefrología, se iniciaron los diagnósticos por isótopos. Una serie de nuevas técnicas, tanto de diagnóstico, como de investigación o terapéutica, incorporados al resto de hospitales desde la Clínica de la Concepción.
Desde la inauguración de la Clínica de la Concepción se estableció, con el entonces Instituto Nacional de Previsión, un concierto para atender enfermos de la Seguridad Social.
Desde entonces se mantiene el concierto para atender pacientes públicos, con la cesión por parte del SERMAS (Servicio Madrileño de Salud) de los Centros de Especialidades de Pontones y Quintana
En los años sesenta, se realizaron en la Clínica de la Concepción los primeros programas de enseñanza para Médicos Internos Residentes. Se configuró así, la enseñanza de postgraduados en casi todas las especialidades de la Clínica de la Concepción. Programas precursores del sistema MIR, (Médico Interno Residente) que se implantó en España con carácter nacional para todos los hospitales docentes, a partir de 1970.
Entre 1955 y 1978 se fueron ampliando y añadiendo nuevas edificaciones a la inicial, se creó un nuevo sanatorio para los enfermos privados (antecedente del sector Privado de la Fundación) y se amplió el Instituto de Investigaciones Clínicas y Médicas.
En el año 1963, a instancias de los médicos de la Fundación, se solicitó la unificación de la Clínica de la Concepción con el Instituto de Investigaciones Médicas y la Asociación Protectora de la Cátedra del Profesor Jiménez Díaz, como un único organismo que fue constituido como la Fundación Jiménez Díaz; lo que quedó refrendado por Decreto de 27 de junio de 1963. 
En 1970, la fundación se integró en la reciente Facultad de Medicina de la Universidad Autónoma de Madrid (UAM), convirtiéndose en hospital universitario.
El hospital fue adquirido en 2016 por el Quirónsalud, empresa adquirida a su vez poco más tarde por la multinacional alemana Fresenius Helios.

## Cobertura asistencial
Con el concierto con el Servicio Madrileño de Salud (SERMAS), es el hospital de referencia de, aproximadamente, unas 800.000 personas, residentes en los distritos de Centro, Arganzuela (perteneciente en origen al área 11 del Hospital 12 de Octubre), Moncloa-Aravaca (perteneciente en origen al área 6 de la antigua Clínica Puerta de Hierro) y una pequeña parte del de Fuencarral-El Pardo. 

### Atención Primaria
Es el hospital asignado para 24 centros de salud que son los siguientes:
- Distrito Centro: Alameda, Andrés Mellado, Cortes, Justicia, Lavapiés, Palma Norte y Segovia.
- Distrito de Arganzuela: Cáceres, Delicias, Embajadores, Legazpi, Linneo, Martín de Vargas, Paseo Imperial y Párroco Julio Morate.
- Distrito de Moncloa-Aravaca: Aravaca, Argüelles, Casa de Campo, Isla de Oza, María Auxiliadora, Valdezarza y Ventura Rodríguez.
- Y el Centro de Salud de El Pardo (con el consultorio local de Mingorrubio), en el distrito de Fuencarral-El Pardo.

### Centros de Especialidades
Del Hospital Fundación Jiménez Díaz dependen dos Centros de Especialidades: Pontones y Argüelles, que pertenecían hasta 2008, a los hospitales 12 de Octubre y Puerta de Hierro respectivamente.

## Cartera de servicios
- Alergología
- Anatomía Patológica
- Anestesiología Reanimación y unidad de dolor crónico
- Angiología y Cirugía Vascular
- Aparato Digestivo
- Atención al paciente
- Bioquímica Clínica
- Cardiología
- Cirugía Cardiovascular
- Cirugía general y del aparato digestivo
- Cirugía Oral y Maxilofacial
- Cirugía Ortopédica y Traumatología
- Cirugía pediátrica
- Cirugía Plástica
- Cirugía Torácica
- Dermatología
- Endocrinología y Nutrición
- Epidemiología
- Estomatología / Odontología
- Farmacia Hospitalaria
- Genética Clínica
- Ginecología y Obstetricia
- Hematología y Hemoterapia
- Inmunología Clínica
- Medicina del Trabajo
- Medicina Estética
- Medicina Intensiva
- Medicina Interna
- Medicina Nuclear
- Medicina Preventiva
- Microbiología
- Nefrología e Hipertensión
- Neumología
- Neurocirugía
- Neurofisiología Clínica
- Neurología
- Neurorradiología intervencionista
- Oftalmología
- Oncología Médica
- Oncología Radioterápica
- Ortodoncia
- Otorrinolaringología
- Overweight & Obesity Institute
- Pediatría
- Protección Radiológica
- Psiquiatría y Psicología Clínica
- Radiodiagnóstico
- Radiología Vascular e Intervencionista
- Rehabilitación
- Reumatología
- Servicio de Atención al Viajero Internacional
- Unidad de Soporte Hospitalario
- Unidad de Terapia Intravenosa
- Unidad de varices
- Urgencias
- Urología

## Personal
En el hospital trabajan 4391 profesionales, distribuidos entre las siguientes categorías:
- Equipo directivo: 7
- Área Médica - Facultativos: 955, de los cuales 355 son Médicos Residentes (MIR)
- Área de Enfermería: 2227
- Personal No Sanitario: 886
- Docencia: 316

### Docencia
Es uno de los centros de referencia para la formación de profesionales sanitarios de la Universidad Autónoma de Madrid (UAM).

## Accesos

### Metro
Estaciones de Moncloa (líneas  y ) e Islas Filipinas (línea ).

### Autobuses
| Línea | Terminales                    |
| ----- | ----------------------------- |
| 1     | Cristo Rey - Prosperidad      |
| 12    | Cristo Rey - Marqués de Zafra |
| 44    | Callao - Marqués de Viana     |
| 62    | Cristo Rey - Los Puertos      |
| 82    | Moncloa - Pitis               |
| 132   | Moncloa - Hospital La Paz     |
| 138   | Cristo Rey - San Ignacio      |
| C1    | Circular 1                    |
| C2    | Circular 2                    |
| N21   | Callao - Arroyo del Fresno    |
| NC1   | Circular 1                    |
| NC2   | Circular 2                    |